# Encuadernador de latón

Un encuadernador de latón es un artículo de papelería que se utiliza para poder fijar varias hojas de papel juntos. Un  encuadernadore de latón es similar en diseño y función a un pasador partido en el mundo de la mecánica.En 1866 se emitió una patente del  encuadernador a George W McGill.

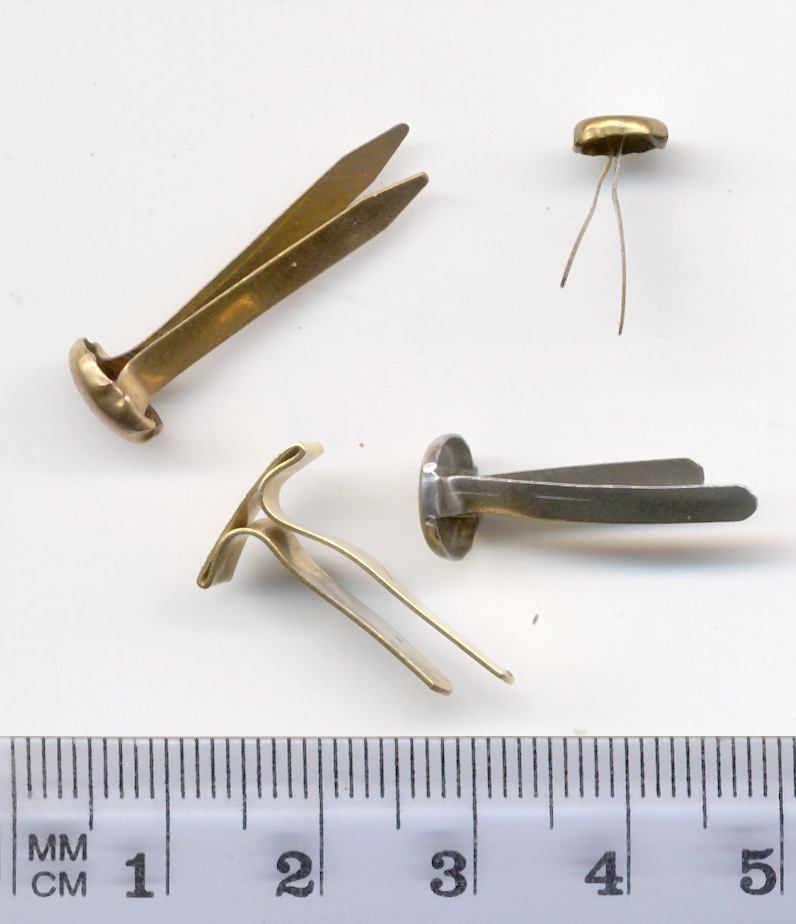
Una variedad de encuadernadores de latón (con dos patas de diferente longitud para abrir fácilmente).

## Descripción
Los encuadernadores de latón, tienen la forma de un clavo con la cabeza redonda con el cuerpo plano y dividido en dos partes. Están hechos de un metal blando como el latón para poder doblarlos con facilidad y los brazos suelen tener dos longitudes ligeramente diferentes para permitir una fácil separación.
El encuadernador se inserta en los agujeros perforados de la pila de hojas de papel y las patas se separan y se doblan para asegurar el bloque de papel formado. Esto mantiene el encuadernador en su sitio y las hojas de papel juntas. Para pocas hojas de papel, se pueden perforar con el extremo afilado del encuadernador.

## Uso
Se puede utilizar un  encuadernadore dividido en lugar de las grapas, pero se utilizan más habitualmente en situaciones en las que es deseable la rotación en torno a la articulación. Esto permite utilizar los clips de latón en modelos de papel y cartón móviles, ya veces se utilizan como adornos de blocs de notas . 
En el mundo cinematográfico, los encuadernadores de latón son un estándar de la industria para la encuadernación de los guiones.          